# 拉尔斯·埃德斯特伦
拉尔斯·埃德斯特伦（瑞典語：Lars Edström，1966年7月16日—），瑞典男子冰球运动员，场上位置是前锋。他曾代表瑞典国家队参加1992年冬季奥林匹克运动会冰球比赛，获得第5名。